# 近藤正一
近藤 正一（こんどう しょういち、1930年 -　）株式会社アール・アイ・エー名誉会長。再開発コーディネーター協会理事。団地再生支援協会特別会員。村野藤吾記念会監査役。建築家・都市計画家。都市計画コンサルタント協会マスター都市プランナー。

## 人物・来歴
東京白金生まれ。父親は保土谷化学の経営者だった。また自宅に下宿していた画家の金山康喜の影響で絵画も描くようになり、新制作派の協会に参加し猪熊弦一郎とも親交を深める。自身は青山師範付属、旧制の成城学園から早稲田大学理工学部建築学科に進学し1954年卒業。在学中住宅研究会に吉阪隆正とともに参加。卒業論文では当時の建設省建築研究所の募集依頼のもと不良住宅地区の研究を行う。大学卒業後は山口文象、植田一豊、三輪正弘らが設立したRIA建築綜合研究所に入所。住宅の設計に取り組む。個別の住宅設計をしながらも、戦後の住宅難に対して建築家としてどのように量に答えるかということに取り組まれ、その考え方はのちの都市再開発におけるRIAの仕事にも繋がることになる。
1975年、株式会社アール・アイ・エー代表取締役社長。2001年、株式会社アール・アイ・エー取締役会長。2005年、株式会社アール・アイ・エー名誉会長。
代表的な業績に天王洲総合開発計画、二子玉川東地区第一種再開発事業（二子玉川ライズ）、渋谷QFRONT（1999）、笠間地方広域斎場（2003）渋谷ジァン・ジァン/日本基督教団東京山手教会(1966)など多数。
住宅関連は大久保邸（1953）、小町邸（1954）、石原邸（1964）、ラムダ・ハウス（1960）、中野邸（1965）など。

## 参考
- RIA住宅の会 編集「疾風のごとく駆け抜けたRIAの住宅づくり1953-69」彰国社。